# Discoverer Enterprise
Discoverer Enterprise — буровое судно пятого поколения класса Enterprise с системой динамического позиционирования и двойным корпусом. Рассчитано на эксплуатацию в умеренных условиях, способно оперировать с глубоководными скважинами на глубине до 3 км. Построено в 1999 году испанской фирмой Astano FPSO. Принадлежит компании Transocean.

## Участие в операции в Мексиканском заливе

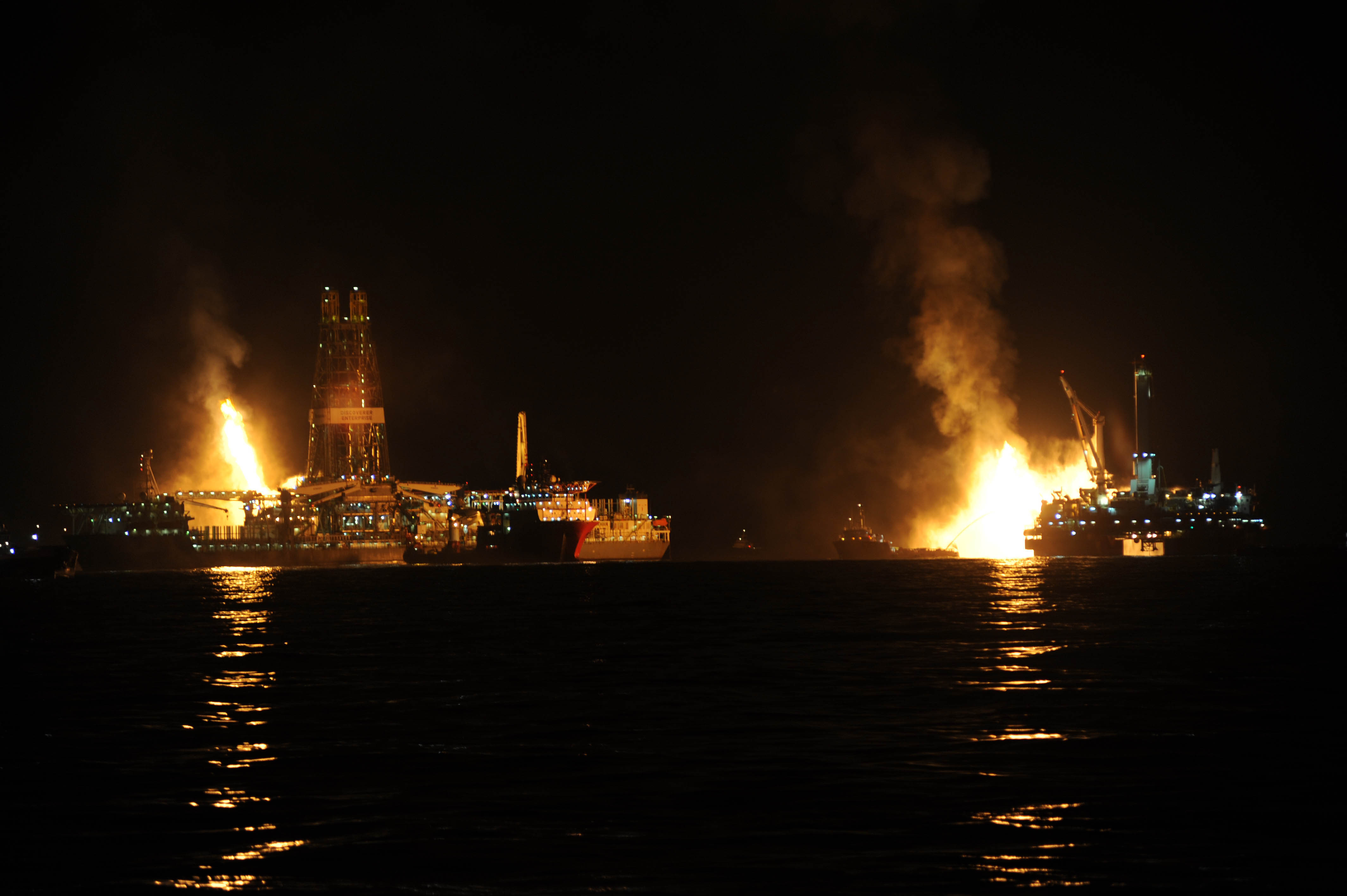
Сжигание сопутствующего газа на месте гибели «Deepwater Horizon». «Q4000» (справа) и «Discoverer Enterprise» (слева).

«Discoverer Enterprise» является основным инструментальным судном, принимающим участие во всех операциях по блокировке утечки нефти, вызванной взрывом нефтяной платформы «Deepwater Horizon».